# Secondo teorema di Euclide
In geometria, il secondo teorema di Euclide è un teorema concernente il triangolo rettangolo che deriva, assieme al primo, dalla proposizione 8 del VI libro degli Elementi di Euclide.

## Enunciato
Il teorema di Euclide può essere enunciato in due modi diversi ma equivalenti a seconda della proprietà che si desidera sottolineare.
Considerando l'equiestensione tra figure il teorema afferma che:
in un triangolo rettangolo, il quadrato costruito sull'altezza relativa all'ipotenusa è equivalente al rettangolo che ha per lati le proiezioni dei due cateti sull'ipotenusa.
Se si vuole considerare invece il rapporto tra la lunghezza dei segmenti, il teorema afferma che:
In un triangolo rettangolo, l'altezza relativa all'ipotenusa è medio proporzionale tra le proiezioni dei due cateti sull'ipotenusa.
Le due enunciazioni sono equivalenti e mutuamente dimostrantisi.

## Dimostrazione del primo enunciato

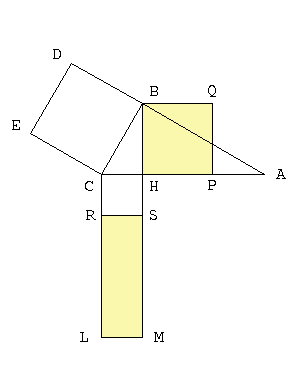
Dimostrazione del secondo teorema di Euclide mediante l'equivalenza

Guardando la figura, sia {\displaystyle CL} congruente e perpendicolare a {\displaystyle CA} e {\displaystyle CR} congruente a {\displaystyle CH}.
Si vuole dimostrare che il quadrato {\displaystyle HPQB} è equivalente al rettangolo {\displaystyle RLMS}.
Si consideri il triangolo rettangolo {\displaystyle BCH} e ad esso si applichi il teorema di Pitagora. Si ottiene che il quadrato {\displaystyle CBDE} è equivalente alla somma dei quadrati {\displaystyle HPQB} e {\displaystyle CRSH}.
Si consideri ora il triangolo rettangolo {\displaystyle ABC}, e ad esso si applichi il primo teorema di Euclide. Si ottiene che il quadrato {\displaystyle CBDE} è equivalente al rettangolo {\displaystyle CLMH}, ma tale rettangolo può essere considerato come la somma del quadrato {\displaystyle CRSH} e del rettangolo {\displaystyle RLMS}.
Allora la somma di {\displaystyle HPQB} e {\displaystyle CRSH} è equivalente alla somma di {\displaystyle CRSH} e {\displaystyle RLMS}, quindi, per differenza, {\displaystyle HPQB} è equivalente a {\displaystyle RLMS}.

## Dimostrazione del secondo enunciato
In formule, facendo riferimento al triangolo rettangolo in figura il teorema afferma che {\displaystyle CH:BH=BH:AH}. In modo equivalente: {\displaystyle BH^{2}=CH\cdot AH}.
Si considerino i triangoli {\displaystyle BCH} e {\displaystyle ABH}. Dato che l'angolo {\displaystyle BAH} è complementare di {\displaystyle BCA}, si può concludere che gli angoli {\displaystyle HCB} e {\displaystyle ABH} sono congruenti, e quindi i triangoli {\displaystyle BCH} e {\displaystyle ABH} sono simili per il primo criterio di similitudine. Si può quindi scrivere la proporzione {\displaystyle CH:BH=BH:AH}.

### Dimostrazione con il teorema di Pitagora
Applicando il teorema di Pitagora, al triangolo {\displaystyle ABC} abbiamo
{\displaystyle AB^{2}+BC^{2}=AC^{2}.}
Applicandolo invece al triangolo {\displaystyle CHB} abbiamo
{\displaystyle CH^{2}+BH^{2}=BC^{2}}
e applicandolo al triangolo {\displaystyle AHB} abbiamo
{\displaystyle AH^{2}+BH^{2}=AB^{2}.}
Unendo le due uguaglianze abbiamo che:
{\displaystyle AH^{2}+BH^{2}+CH^{2}+BH^{2}=AH^{2}+2BH^{2}+CH^{2}=AC^{2}.}
Ma {\displaystyle AC=CH+AH} e dunque 
{\displaystyle AH^{2}+2BH^{2}+CH^{2}=(CH+AH)^{2}=CH^{2}+AH^{2}+2AH\cdot CH.}
Togliendo i quadrati da entrambi i lati si ha
{\displaystyle 2BH^{2}=2AH\cdot CH,}
ossia
{\displaystyle BH^{2}=AH\cdot CH}
che è l'equivalenza desiderata.

## Equivalenza fra gli enunciati
È facile mostrare che i due enunciati sono fra loro equivalenti, una volta introdotto il concetto di misura. Infatti, con riferimento alla figura, il primo enunciato si può esprimere anche dicendo che l'area della superficie del quadrato {\displaystyle HPQB} è equivalente all'area della superficie del rettangolo {\displaystyle RLMS}. In formule: {\displaystyle BH\cdot BH=RS\cdot RL}. Avendo costruito la figura in modo che {\displaystyle RS=CH} e che {\displaystyle LR=AH}, si può scrivere che {\displaystyle BH\cdot BH=CH\cdot AH}, il che significa che {\displaystyle CH:BH=BH:AH}, che infine dimostra l'equivalenza fra i due.